# Bande Nere (métro de Milan)
Pour la compagnie de mercenaires, voir Bande Nere.
Bande Nere est une station de la ligne 1 du métro de Milan, située piazzale Giovanni dalle Bande Nere.